# It’s Goin’ Down
«It’s Goin' Down» — песня американской тёрнтейблизм-группы The X-Ecutioners, в записи которой также участвовали Майк Шинода и Джо Хан из рок-группы Linkin Park. Она была выпущена как первый и единственный сингл с альбома «Built from Scratch», выпущенный 29 января 2002 года. Песня также известна как «It’s Going Down».
Песня изначально принадлежит X-Ecutioners, но она была написана и представлена, в основном, Шинодой и Ханом из группы Linkin Park. Песня включает образцы песни «Year 2000», а также песни «Step Up» и «Dedicated», исполненные Linkin Park.
Linkin Park исполняли её в 2002—2004 гг. Они также сотрудничали с Snoop Dogg на одном из концертов, в котором он сказал несколько стихов из «Джин и Сок»
В клипе на песню снялись: Роб Бурдон на барабанах, Дэйв Фаррелл на басу, и лидер Static-X Уэйн Статик на гитаре. В качестве камео в клипе снялись Честер Беннингтон, Xzibit и друге известные музыканты.